# Ian Underwood
Ian Robertson Underwood (nacido el 22 de mayo de 1939) es un instrumentista de viento y teclados, quizás más conocido por su trabajo con Frank Zappa y The Mothers of Invention.

## Biografía
Underwood se graduó en la Universidad de Yale en composición en 1961, y se doctoró en la UC Berkeley en 1966.  Empezó su carrera tocando en los cafés y bares del área de la bahía de San Francisco con su grupo improvisado, The Jazz Mice, a mediados de los 60, antes de llegar a ser miembro de Frank Zappa and The Mothers of Invention en 1967 para su tercer álbum de estudio,We're Only in it for the Money. Aparece hablando en Uncle Meat; en la pista "Ian Underwood Whips it Out" cuenta cómo primero conoció a Zappa y demostró sus capacidades en el saxofón por invitación suya. Underwood trabajó más tarde con Frank Zappa en sus grabaciones en solitario, más notablemente en la de 1969 Hot Rats. Se casó con Ruth Komanoff (Underwood), que tocó marimba, percusión y xilófono con The Mothers of Invention a partir de diciembre de 1969. Ian Underwood dejó The Mothers of Invention en septiembre de 1973. Él y Ruth se divorciaron en 1986.
Después de su larga carrera con Frank Zappa, prosiguió su carrera como músico teclista de sesión. Underwood es conocido por su competencia en el sintetizador Minimoog.[cita requerida] Su trabajo incluye grabaciones para Quincy Jones, Barbra Streisand, Ronee Blakley, Hugh Cornwell, Freddie Hubbard, Jean-Luc Ponty, Hierba Alpert, Hugh Masekela, Peggy Lee, Dolly Parton, Chicago, Janet Jackson, Dave Grusin, Jefferson Airplane, Frankie Valli, The Carpenters, James Ingram, y Barry Manilow. Underwood fue también uno de los músicos que tocó el tema principal para la serie de los años 80 El coche fantástico.
Underwood también ha aparecido como intérprete (mayoritariamente en el teclado) con James Horner en muchas de sus bandas sonoras para películas incluidas Titanic (1997) y Sneakers (los fisgonee) (1992).

## Discografía
Concierto de Jazz de Lenox School, 1959 con Ornette Coleman, Herb Pomeroy.
With Frank Zappa/The Mothers of Invention
- We're Only in It for the Money (1968)
- Cruising with Ruben & the Jets (1968)
- Uncle Meat (1969)
- Hot Rats (1969)
- Burnt Weeny Sandwich (1970)
- Weasels Ripped My Flesh (1970)
- Chunga's Revenge (1970)
- Fillmore East - June 1971 (1971)
- 200 Motels (1971)
- Just Another Band from L.A. (1971)
- Over-Nite Sensation (1973)
- Apostrophe (1974)
- Zoot Allures (1976)

Con Captain Beefheart
- Trout Mask Replica (Straight, 1969)

Con Carmen McRae
- Can't Hide Love (Blue Note, 1976)

Con Alphonse Mouzon
- The Man Incognito (Blue Note, 1975)

Con Lalo Schifrin
- Gypsies (Tabu, 1978)
- No One Home (Tabu, 1979)

Con Gábor Szabó
- Macho (Salvation, 1975)

Con Herb Alpert
- Herb Alpert / Hugh Masekela (Horizon, 1978)

Algunos de sus trabajos con partituras de películas
- 2010 The Karate Kid (synthesizer programmer)
- 2009 Avatar (synthsizer programmer)
- 2008 The Boy in the Striped Pyjamas (synthesizer programmer)
- 2008 The Spiderwick Chronicles (music score programmer)
- 2007 The Life Before Her Eyes (music score programmer)
- 2006 Apocalypto (musician: synthesizer programming)
- 2006 All the King's Men (synthesizer programmer)
- 2005 The New World (synthesizer programmer)
- 2004 Bobby Jones: Stroke of Genius (synthesizer programmer)
- 2001/I Iris (synthesizer programmer)
- 1998 Mighty Joe (musician)
- 1997 Titanic (musician: instrumental solo)
- 1995 Braveheart (instrumental soloist: synth programming, London Symphony Orchestra)
- 1993 Bopha! (musician)
- 1993 House of Cards (featured musician)
- 1993 Jack the Bear (musician)
- 1992 Sneakers (musician)
- 1991 Class Action (musician)
- 1991 My Heroes Have Always Been Cowboys (musician: instrumental solo)
- 1989 Field of Dreams (musician: instrumental solo)
- 1989 Winter People (musician: keyboards)
- 1988 Red Heat (musician)
- 1988 Willow (musician: Fairlight synthesizer)
- 1987 No Way Out (musician – as Ian R. Underwood)
- 1986 The Mosquito Coast (musician: synthesizers)
- 1986 The Name of the Rose (synthesizer programmer)
- 1986 Aliens (synthesizer effects)
- 1983 Krull (synthesizer effects)
- 1982 Blade Runner (musician: synthesizer)
- 1979 The Warriors (musician: synthesizer)
- 1977 Demon Seed (electronic performances)
- 1976 Marathon Man (musician: keyboards – uncredited)
- 1971 200 Motels (music performer: Mothers of Invention)